# Ochnaceae
Ochnaceae is een botanische naam, voor een familie van tweezaadlobbige planten. Een familie onder deze naam wordt universeel erkend door systemen voor plantentaxonomie, en ook door het APG-systeem (1998) en het APG II-systeem (2003).
Het gaat om een middelgrote familie van enkele honderden soorten, die voorkomen in de tropen.
In APG II kent de familie twee mogelijke omschrijvingen: inclusief Medusagyne oppositifolia of exclusief. In het laatste geval vormt deze soort een eigen familie (Medusagynaceae).
In het Cronquist systeem (1981) werd de familie geplaatst in de orde Theales. Cronquist accepteerde in deze familie ook Diegodendron humbertii, een soort die tegenwoordig een eigen familie vormt (Diegodendraceae).